# Patagonium coronilloides
Patagonium coronilloides là một loài thực vật có hoa trong họ Đậu. Loài này được (Gillies ex Hook. & Arn.) Reiche mô tả khoa học đầu tiên năm 1897.